# Eugène Frot
Eugène Frot (Montargis, 2 de octubre de 1893-Château-Landon, 10 de abril de 1983) fue un político francés de la Tercera República.

## Biografía

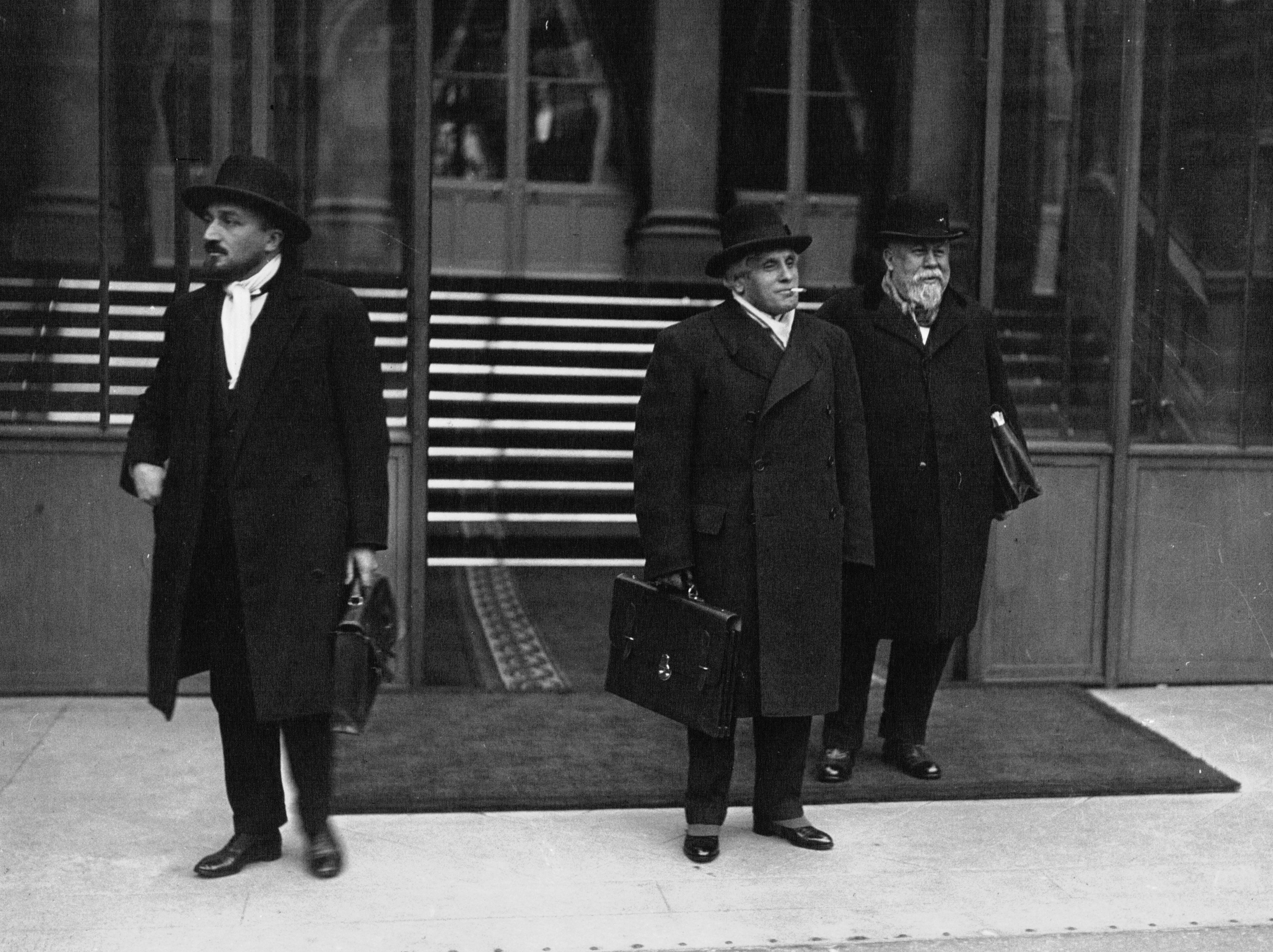
Frot, a la izquierda, a la salida del Consejo de Ministros (1933).

Nacido en Montargis el 2 de octubre de 1893, fue diputado por Loiret entre 1924 y 1942. Frot, que era masón, se situaba en los años 20 en la facción derechista de la SFIO y ocupó en los años 30 la cabecera del ministerio de la Marina Mercante en 2 ocasiones, la del ministerio de Trabajo y de la Previsión Social también en 2 ocasiones y la del ministerio del Interior, durante cuyo mandato ocurrieron los disturbios del 6 de febrero de 1934.
Posteriormente militó en los socialistas independientes de la Union Socialiste Républicaine, y en 1941 aceptó formar parte del Consejo Nacional del Régimen de Vichy. Frot, que llegó a ser amigo de Xavier Vallat, descargó en 1977 a este último de culpa de su rol como Comisario de Asuntos Judíos del régimen de Vichy afirmando que Vallat hizo todo lo que estuvo en su mano para «limitar los efectos» de los planes nazis para los judíos de Francia.
Falleció en Château-Landon el 10 de abril de 1983.